# 格拉茨大学图书馆

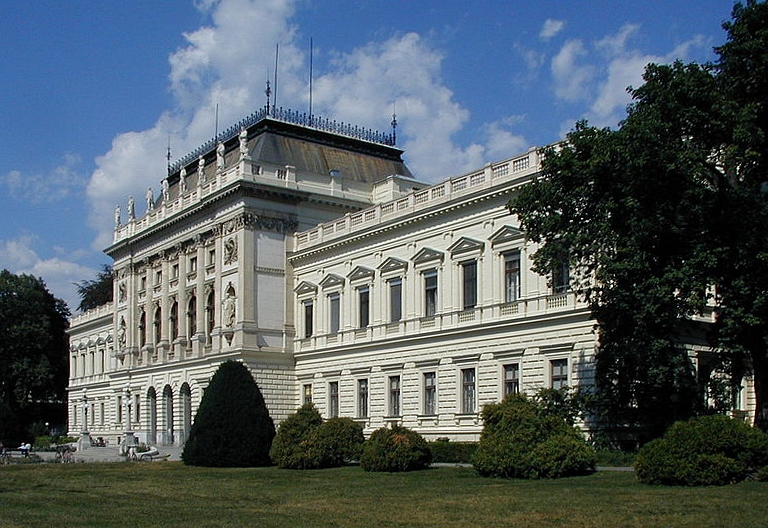
格拉茨大学图书馆

格拉茨大学图书馆（德語：Universitätsbibliothek Graz）在奥地利格拉茨，是施蒂里亚最大的和奥地利第三大科学和公共图书馆。它是格拉茨大学的一部分，包括主馆、二个教职员图书馆（法律-社会-经济科学；神学）以及几个分馆，对公众开放。 

## 历史

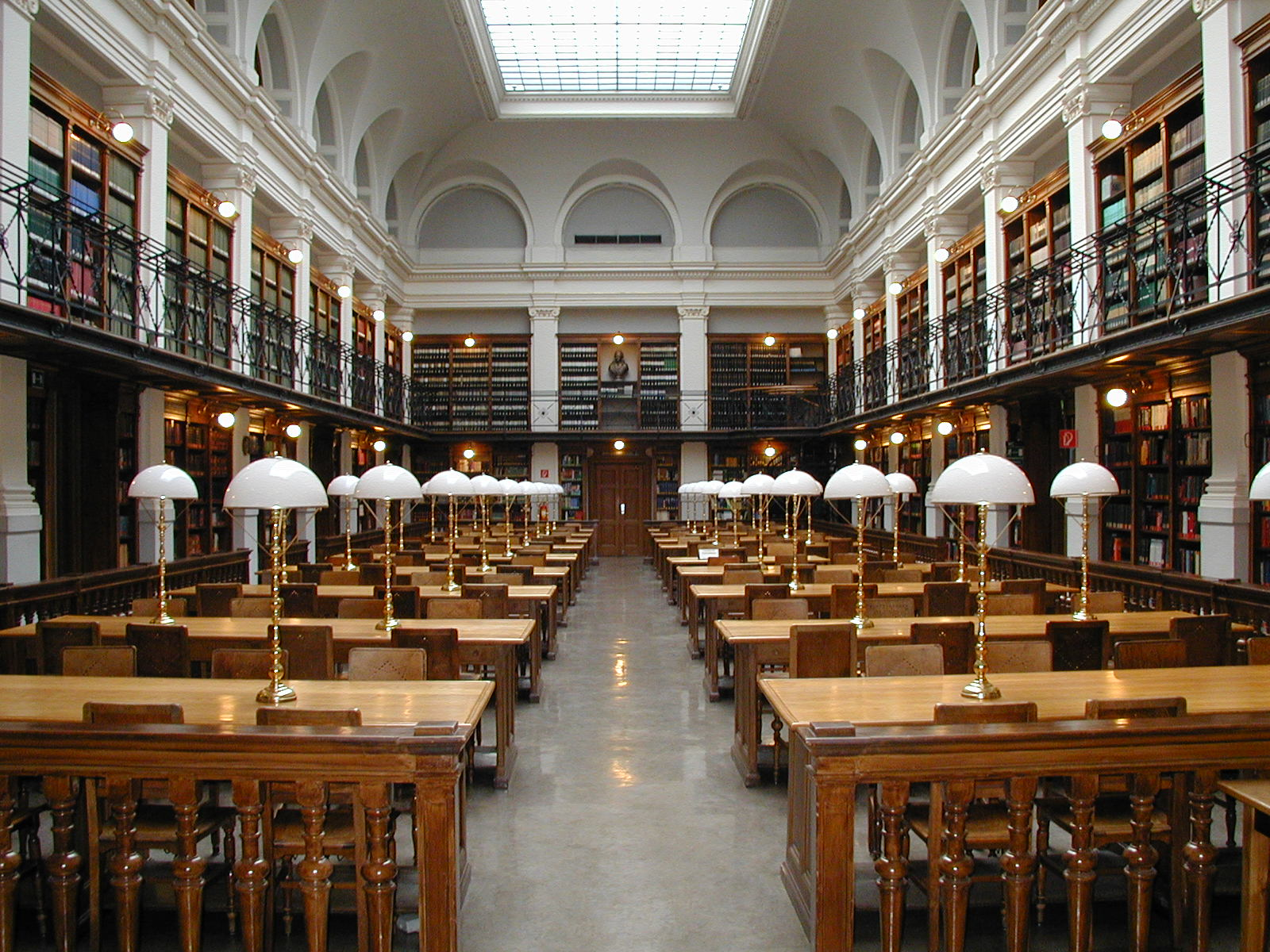
历史阅览室

格拉茨大学图书馆起源于反宗教改革。自1571年起，耶稣会在新教徒为主的格拉茨推行再天主教化，于1573年在主教座堂旁边建立了一所耶稣会学院和图书馆。1585年额我略十三世批准其升格为大学，因此图书馆也拥有大学图书馆的地位。它迅速成长，通过捐赠、购买以及转移自修道院获得了许多书籍。大学或多或少是神学系，图书馆购买书籍的重点是神学--但不一定是天主教神学。1773年耶稣会被取缔，大学及图书馆改为公立。

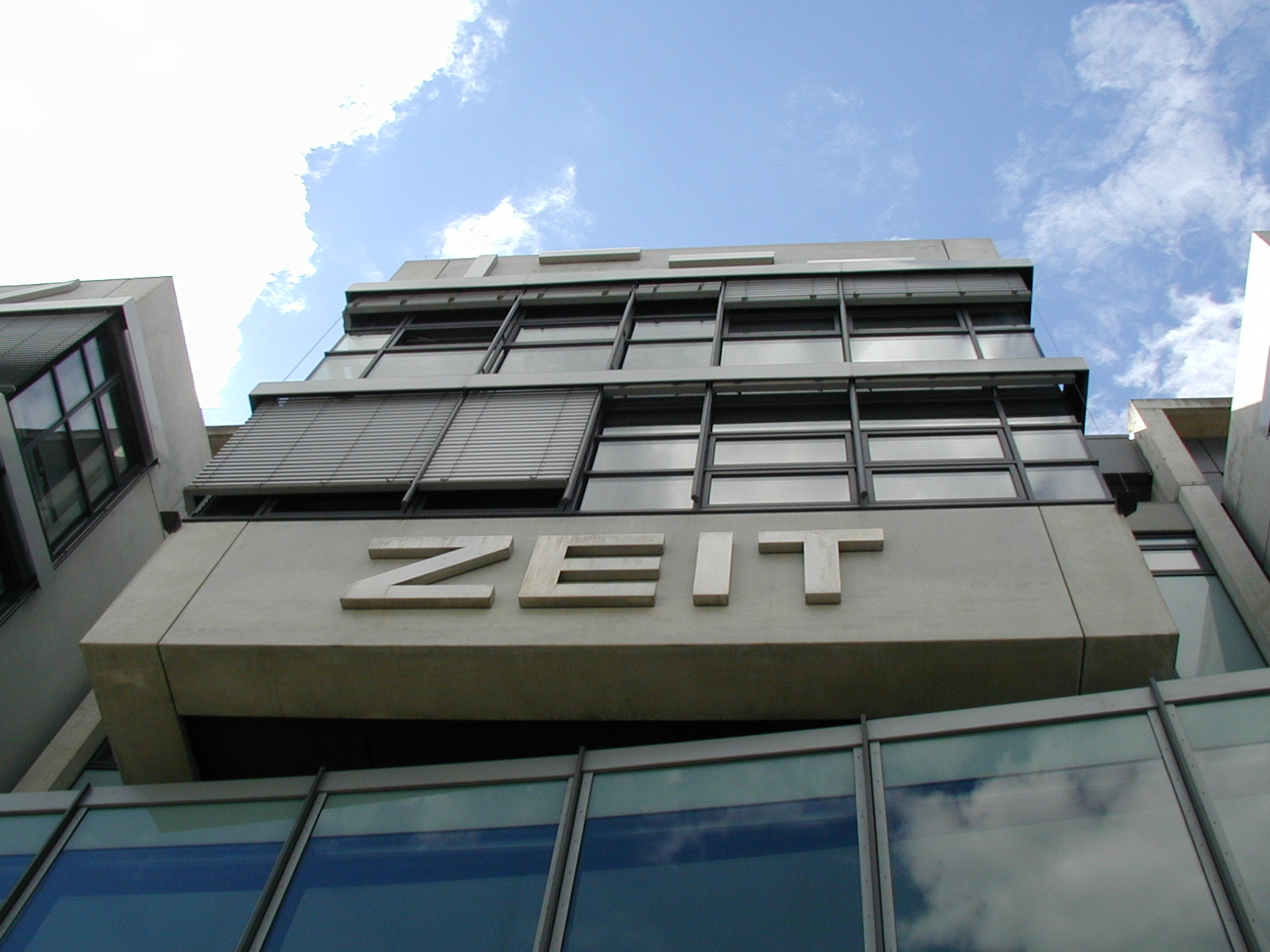

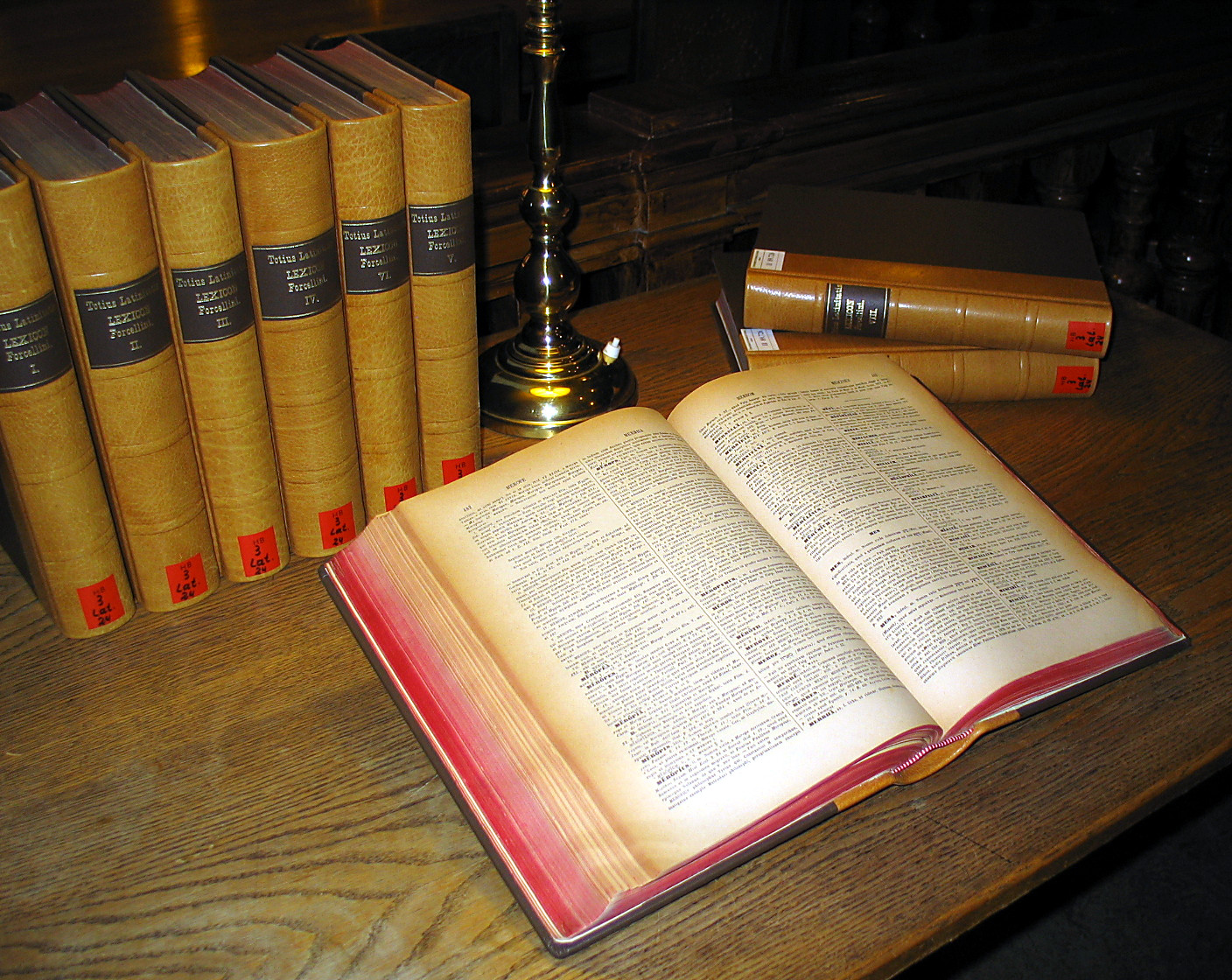

## 特别收藏
特别收藏部收藏的手稿和作品打印多达1900件。最著名的羊皮纸手稿在西奈山脚下圣凯瑟琳修道院发现的格鲁吉亚文手稿（七至十一世纪）。最重要的论文手稿是开普勒的信件。馆内还藏有由英国埃及探险协会在1896和1907年之间发现的42页纸莎草纸手稿，这些手稿的其他部分收藏于牛津阿什莫尔博物馆、伦敦大英博物馆和开罗埃及博物馆。